# Trigrad-kløften
Trigrad-kløften (bulgarsk: Триградско ждрело) er en kløft af lodrette marmorsten i Rhodope-bjergene. Det er i Smoljan-provinsen, en af de sydligste provinser i Bulgarien.
Kløften gennemskæres af Trigrad-floden, der styrter ned i hulen Djævelens hals og fremstår som en stor karstkilde . Den løber senere ud i floden Buynovska .
Kløftens vestmur når 300 meter i højden, mens den østlige strækker sig op til 300-350. De to vægge cirka 300 m fra hinanden, men kløften indsnævres til omkring 100 meter i den nordlige del. Kløften ligger 1,2 kilometer fra landsbyen Trigrad på 1.450 moh. og har en samlet længde på 7 kilometer, hvoraf selve kløften omfatter 2-3 kilometer.